# Isabella Hammad
Isabella Hammad (Londen 1992) is een Brits-Palestijnse auteur.  Haar romans The Parisian en Enter Ghost zijn vertaald in het Nederlands.

## Biografie
Isabella Hammad werd in 1992 geboren in Londen en groeide op in Engeland. Ze heeft een Palestijnse vader en een Engels-Ierse moeder. Over haar overgrootvader uit Nablus schreef ze de roman The Parisian. Hammad studeerde Engels aan de Universiteit van Oxford.

## Werk
Na haar studie Engels aan Oxford begon Isabella Hammad met het onderzoek naar haar grootvader voor haar roman The Parisian. Ze ondervroeg inwoners van Nablus en deed in Engeland archiefonderzoek. Ze had de bedoeling een lang en dik boek te schrijven om fysiek het gevoel van het verstrijken van tijd te verbeelden. Ze schreef zes jaar aan The Parisian, dat uitkwam in 2019. Isabella Hammad won voor The Parisian verschillende prijzen, onder meer de Palestine Book Award en de Betty Trask Award voor jonge schrijvers. Het is vertaald als De Parijzenaar door Gerda Baardman en Jan de Nijs. 
Haar tweede roman, Enter Ghost uit 2023, over een theatergroep die Hamlet wil opvoeren in de Bezette Palestijnse gebieden, werd genomineerd voor de Women's Prize for Fiction. Voor de hoofdstukken over de repetities van het theatergezelschap gebruikte Isabella Hammad de stijl van het toneelscript. Zelf zegt Hammad dat ze Hamlet koos als toneelstuk nadat ze las dat Hamlet verboden was om te lezen voor Palestijnse gevangen, omdat het subversief zou zijn, een feit wat iets deed met haar verbeelding. Enter Ghost werd in het Nederlands vertaald door Gerda Bardman en Jan de Nijs, die ook The Parisian vertaalden, als Geest komt op. 
In september 2023 gaf Isabella Hammad de Edward W. Said lezing op de Columbia University. Een essay van deze lezing, Recognising the Stranger On Palestine and Narrative, werd uitgegeven in september 2024.

### Vertaalde werken
| Jaar (origineel) | Titel (origineel) | Titel vertaling (Nederlands) | Jaar (vertaling) | Uitgever (vertaling) | ISBN (vertaling)   | Vertaler                      |
| ---------------- | ----------------- | ---------------------------- | ---------------- | -------------------- | ------------------ | ----------------------------- |
| 2019             | The Parisian      | De Parijzenaar               | 2020             | Ambo/Anthos          | ISBN 9789026347672 | Gerda Baardman en Jan de Nijs |
| 2023             | Enter Ghost       | Geest komt op                | 2023             | Ambo/Anthos          | ISBN 9789026360343 | Gerda Baardman en Jan de Nijs |

### Overige werken
| Jaar | Titel                                               | Uitgever        | ISBN               |
| ---- | --------------------------------------------------- | --------------- | ------------------ |
| 2024 | Recognising the Stranger On Palestine and Narrative | Groove Atlantic | ISBN 9781911717379 |